# Asteroconium saccardoi
Asteroconium saccardoi är en svampart som beskrevs av Syd. & P. Syd. 1903. Asteroconium saccardoi ingår i släktet Asteroconium, divisionen sporsäcksvampar och riket svampar.   Inga underarter finns listade i Catalogue of Life.